# Raková (okres Čadca)
Raková (maďarsky Trencsénrákó) je obec na severozápadě Slovenska v okrese Čadca. Žije v ní přibližně 5 600 obyvatel.

## Historie
Usedlost z první poloviny 17. století patřila panství Budatín a Strečno. První písemná zmínka o vesnici pochází podle jedněch údajů z roku 1601, podle jiných z roku 1658. První pečeť obce se datuje do roku 1776.
V roce 1784 žilo v obci 2159 obyvatel v 325 domech. Obyvatelé se zabývali převážně chovem zvířat, rybolovem, včelařstvím, výrobou dřevěných výrobků a drátenictvím. Ženy tkaly. V roce 1789, byl ve vesnici postaven dřevěný kostelík, který byl nahrazen kamenným římskokatolickým kostelem Narození Panny Marie vystavěným v letech 1870 až 1874 podle návrhu architekta Josefa Zítka). Dalšími církevními stavbami jsou kostel sv. Cyrila a Metoděje z roku 1991 v místní části Raková-Korcháň, kaplička v místní části U Blažička z roku 2002 a kaple U Matúška.

## Přírodní poměry
Obec se nachází v středozápadních Kysucích, leží na rozhraní Javorníků a Turzovské vrchoviny v údolí Horních Kysuc. Obcí protéká řeka Kysuca a potoky Rakovka a Trsteniarka. Nejvyšším vrcholem katastrálního území obce je Veľký Polom (1067 metrů). Obec má rozlohu 4 150 hektarů a nadmořskou výšku 415–1067 metrů. Součástí jejího správního území jsou přírodní rezervace Veľký Polom a vrch Sagatka.

## Partnerská města
- Stará Ves nad Ondřejnicí, Česko
- Gmina Lipowa, Polsko

## Rodáci
- Ján Palárik, dramatik a publicista